# Ike Udanoh
Ike Joseph Udanoh (Detroit, Míchigan, 2 de agosto de 1989) es un baloncestista estadounidense nacionalizado nigeriano que pertenece a la plantilla del CSP Limoges de la LNB Pro A, la primera división del baloncesto francés. Con 2,02 metros de estatura, juega en la posición de ala-pívot. 

## Trayectoria deportiva

### Universidad
Jugó dos temporadas con los Blackbirds de la Universidad de Long Island en Brooklyn, en las que promedió 1,4 puntos y 1,9 rebotes por partido. En 2009 fue transferido a la Universidad Estatal de Wayne, de la División II de la NCAA, donde jugó tres temporadas más, promediando en la última 16,7 puntos y 9,6 rebotes por partido, siendo elegido en el mejor quinteto de la Great Lakes Intercollegiate Athletic Conference, y también en el mejor quinteto defensivo.

### Profesional
Tras no ser elegido en el Draft de la NBA de 2012, fichó por el equipo uruguayo del Larre Borges, pero en octubre fue cesado. Tras un breve paso por Catar, jugó cinco partidos con el WBC Raiffeisen Wels de la ProA alemana, antes de recalar en el Nilan Bisons Loimaa finés, donde acabó la temporada promediando 6,9 puntos y 4,8 rebotes por partido.
En 2014, y sin salir de Finlandia, fichó por el Tapiolan Honka, donde jugó una temporada com titular, en la que acabó promediando 16,7 puntos y 11,5 rebotes por partido. Regresó al Nilan Bisons Loimaa al año siguiente, para acabar la temporada en la Serie A2, primero en el Pallacanestro Ferrara 2011 y disputando los playoffs con el Pallacanestro Mantovana, donde promedió 12,5 puntos y 10,5 rebotes por partido.
En 2016 fichó por el equipo francés del Hyères-Toulon Var Basket, disputando una temporada en la que promedió 5,6 puntos y 5,6 rebotes por encuentro.
En 2017 firmó con el equipo kazajo del B.C. Astana, con el que ganó la liga y la copa de su país, acabanco don unos promedios de 11,0 puntos y 8,5 rebotes por partido, máximo reboteador de la VTB United League.
En noviembre de 2018 fichó por el Pallacanestro Cantù de la Lega Basket Serie A italiana, donde ya en la jornada 2 fue elegido MVP de la semana, tras conseguir 13 puntos, 13 rebotes, 8 asistencias y 5 robos de balón ante el Dolomiti Energia Trento.
El 7 de enero de 2021, firma por el SIG Strasbourg de la Pro A, la primera división del baloncesto francés.
El 30 de agosto de 2023 fichó por el Telekom Baskets Bonn de la Basketball Bundesliga alemana, sin embargo el 18 de diciembre regresó a Francia, contratado por el CSP Limoges para remplazar a Simisola Shittu.